# Комоїдиця
Комоїдиця (біл. Камаедзіца, рос. Комоедица) — свято пробудження весни, зафіксоване П. В. Шейном у білорусів у 1902 р.[джерело?]  Головною подією свята був ритуал пробудження ведмедя і повернення природи до життя після зимової сплячки. Назва, за Шейном, походить з одного з головних страв свята - горохових комів, які, поруч із кисілем та рослинними стравами, смакували в цей день як, мов, улюблені страви ведмедів.
Це одне з небагатьох давніх вірувань, яке пов'язане не так з полюванням на ведмедя, а з ототожненням ведмедя з природою, а його пробудження — із пробудженням природи загалом. Комоїдниця нині на Московії асоціюється натомість з обрядами Масляної.

## Святкування
Святкування відоме через повідомлення початку XX ст. про обряди в Білорусі, де асоціювалося із пробудженням ведмедя зі сплячки, але одночасно відбувалося відповідно до християнських релігійних свят. 24 березня (напередодні християнського Благовіщення — святкується 25 березня за юліанським календарем і 7 квітня за григоріанським), коли день стає довшим за ніч, коли прокидається природа й сонце розтоплює сніги. [джерело?]